# 梅茲德拉市鎮
43°09′N 23°42′E / 43.15°N 23.7°E

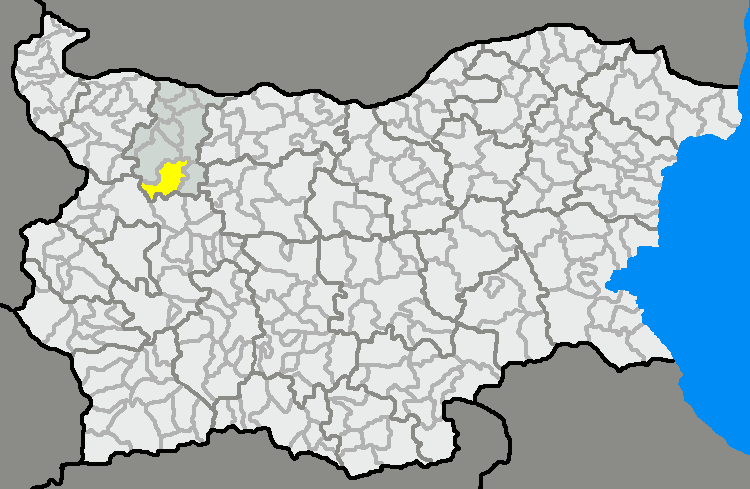

梅茲德拉市，是保加利亞的城鎮，位於該國西北部，由弗拉察州負責管轄，首府設於梅茲德拉，面積519平方公里，2009年人口25,314，人口密度每平方公里48.77人。